# یورگ والتر
یورگ والتر (به انگلیسی: Jörg Walter) (زادهٔ ۳۰ ژوئن ۱۹۵۷) شناگر اهل آلمان است.